# Brühl (Baden-Wurtemberg)
Brühl (también escrito Bruehl) es un municipio alemán del distrito rural Rin-Neckar (en alemán: Rhein-Neckar) en el estado federado de Baden-Wurtemberg. 
Originalmente una aldea de pescadores situada junto al Rin, se ha convertido en un satélite de la creciente Mannheim. Muchos de los habitantes de Brühl trabajan allí. Brühl es conocida por ser la ciudad de residencia de la jugadora de tenis Steffi Graf.

## Geografía
El norte del término municipal de Brühl linda directamente con Mannheim. El Rin queda situado al oeste, cerca de la confluencia del Leimbach. La peninsular Isla Koller (Kollerinsel) es una de las pocas porciones de tierra de la ribera izquierda del Rin que pertenece a Baden-Wurtemberg. Esta área de 4 km² forma parte de Brühl. Limita con las localidades de Altrip, Waldsee y Otterstadt. Al sur está Ketsch y al este se encuentra Schwetzingen.
El municipio se compone de dos pedanías (Ortsteile):
- Brühl
- Rohrhof

## Historia
La primera mención documental de Rohrhof se realiza en el año 976, con ocasión de un regalo del emperador Otón II a Hanno, el obispo de Worms. Por su parte, Brühl (Bruowele) aparece mencionada por primera vez en 1157 en un documento que detallaba la renta del obispo de Espira. Desde 1405 hasta 1600, los señores de Handschuhsheim gobernaron la tierra como un feudo temporal de Espira y del Palatinado Renano. Esta división del dominio temporal y espiritual en condominio finalizó en 1709, con el tratado en el cual Espira renunciaba a sus derechos mundanos. En 1803 las ciudades pasaron a formar parte de Baden. En 1878 las dos comunidades independientes de Brühl y Rohrhof fueron unificadas. En 1944 una parte de Rohrhof fue cedida a Mannheim.
Vive y celebra en el Rin fue el lema del jubileo de las comunidades, 850 años de Brühl, del 13 de marzo de 2007.

### Evolución demográfica

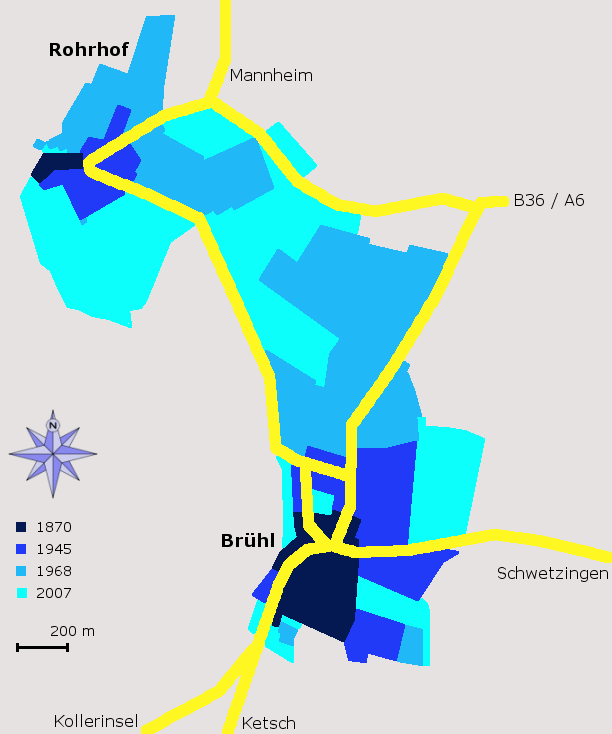
Evolución de la superficie cultivada en Brühl y Rohrhof

| Año  | Rohrhof | Brühl | Juntos |
| ---- | ------- | ----- | ------ |
| 1652 |         | 35    |        |
| 1727 |         | 100   |        |
| 1777 | 66      | 221   | 287    |
| 1834 | 68      | 460   | 528    |
| 1852 | 57      | 783   | 840    |
| 1875 | 91      | 1.085 | 1.176  |
| 1925 |         |       | 3.459  |
| 1939 |         |       | 4.314  |
| 1950 |         |       | 5.448  |
| 1961 |         |       | 7.807  |
| 1967 |         |       | 9.724  |
| 1976 |         |       | 11.967 |
| 1993 |         |       | 14.000 |
| 2005 |         |       | 14.399 |
| 2007 |         |       | 14.344 |

## Gobierno

### Concejo municipal

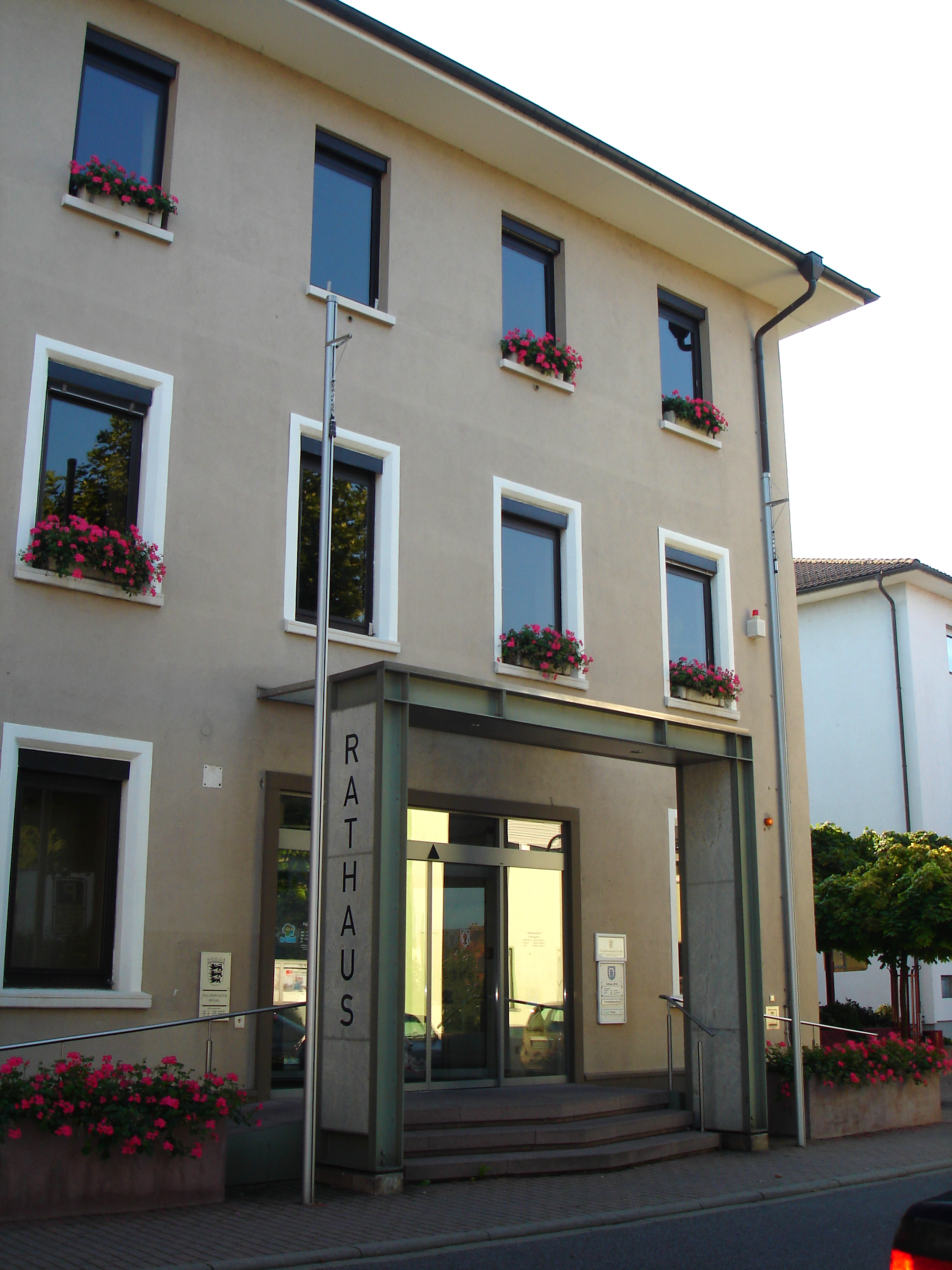
Concejo municipal de Brühl

| Concejo municipal 2004             | Concejo municipal 2004 | Concejo municipal 2004 |
| Partido                            | Votos                  | Escaños                |
| ---------------------------------- | ---------------------- | ---------------------- |
| CDU                                | 42,77 %                | 10                     |
| SPD                                | 21,79 %                | 5                      |
| Independientes (Freiewähler)       | 19,12 %                | 4                      |
| Los Verdes                         | 9,72 %                 | 2                      |
| FDP                                | 2,29 %                 | 0                      |
| Participación de votantes: 54,01 % |                        |                        |

### Alcaldes
Lista (incompleta) de los alcaldes de Brühl:
| - 1820–1836: Jacob Eder - –1848: Andreas Merkel - 1849–1870: Michael Lindner - 1870–1897: Wilhelm Eder - 1898–1906: Albert Eder - 1906–1916: Michael Schäfer - 1919–1928: Karl Pister (SPD) | - 1928–1934: Valentin Eder (Vereinigte Bürgerpartei) - 1934–1945: Karl Kammerer (NSDAP) - 1945–1948: Wilhelm Keßler (CDU) - 1948–1973: Alfred Körber (FDP) - 1973–1982: Gerhard Stratthaus (CDU) - 1982–1998: Günther Reffert (CDU) - desde 1998: Ralf Göck (SPD) |

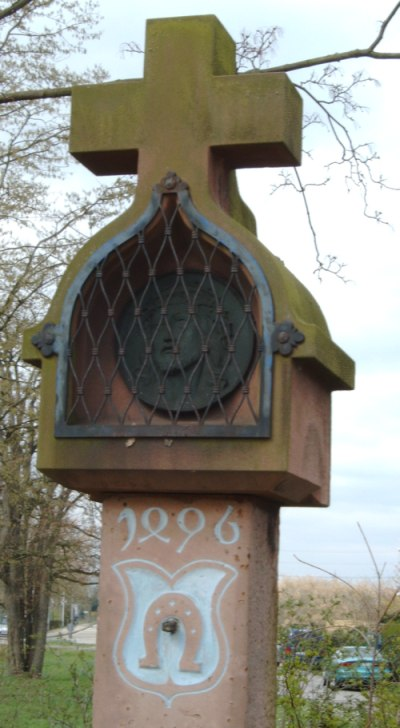
La capilla con la primera imagen del escudo de Brühl se encuentra en la carretera federal n.º 36 a su paso por Schwetzingen.

### Escudo y bandera
El escudo es color azur con una herradura plateada. La primera aparición documentada, en una capilla junto a una carretera, del símbolo de la herradura está datada en 1496. Más tarde fue ya utilizado en todos los sellos de la comunidad. En 1911, el escudo fue otorgado oficialmente a Brühl por el Archivo General del Estado. 
La bandera del municipio es blanca y azul y fue otorgada por el Ministerio de Interior en 1960. Los colores blanco y azul hacen referencia a los señores del Palatinado Renano, los Wittelsbach.

### Ciudades hermanadas
- Ormesson-sur-Marne (Francia), desde 1977
- Weixdorf (Sajonia), desde 1993, que se ha convertido en pedanía de Dresde desde 1999
- Dourtenga (Burkina Faso), desde 1997

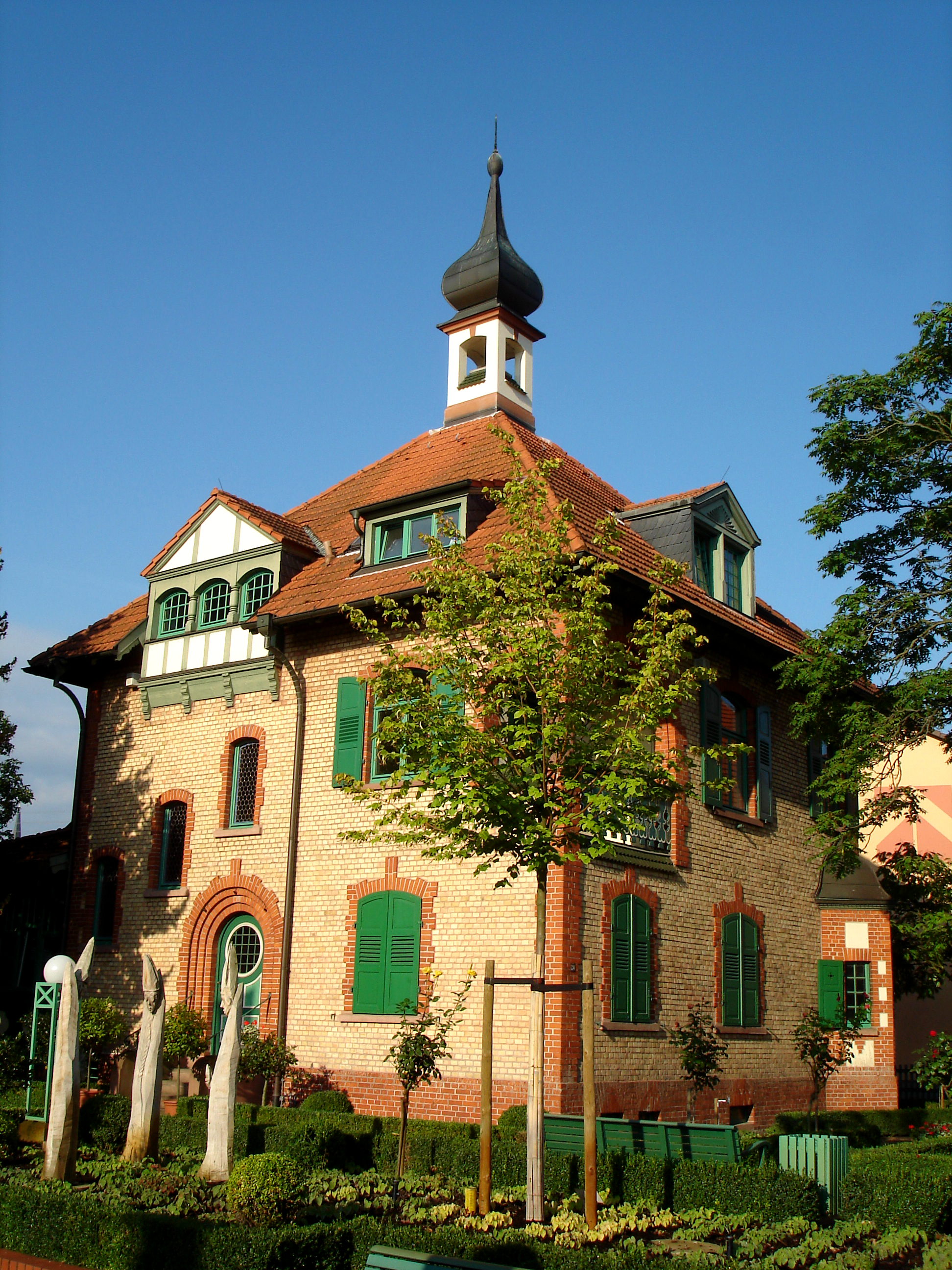
Centro cultural Villa Meixner

## Cultura y lugares de interés

### Deportes
- TV Brühl, club de gimnasia con los siguientes equipos:
  - Gimnasia
  - Balonmano
  - Tenis de mesa
  - Voleibol
- FV Brühl, club de fútbol con los siguientes equipos:

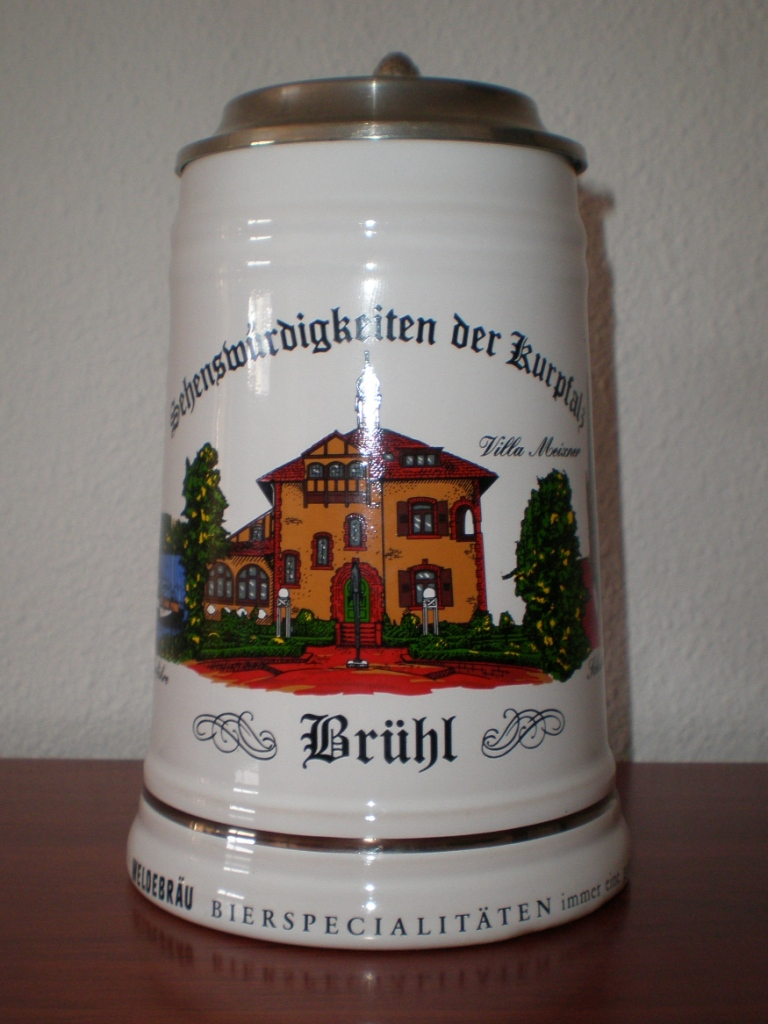
Jarra de cerveza de Brühl

  - Fútbol
  - Atletismo y campo a través

### Instalaciones de ocio
Brühl dispone de una piscina municipal exterior climatizada y de una piscina cubierta. Hay un centro juvenil en Rennerswald.

### Eventos
- Dos festivales de pesca
- En el aniversario de la consagración de la iglesia, Brühl celebra un festival callejero.

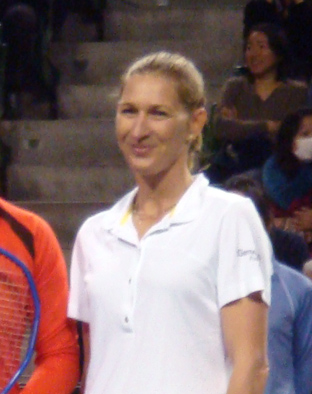
Steffi Graf

- El Festival de Verano de Rohrhof

## Nativos notables
- Steffi Graf, jugadora profesional de tenis. Graf en realidad nació en Mannheim. Su padre, Peter Graf, todavía vive en la comunidad.

### Ciudadanos honorarios
Los siguientes fueron nombrados ciudadanos honorarios en el año que se indica:
- 1905: Johann Baptist Eder, político
- 1934: Karl Mark
- 1973: Alfred Körber, antiguo alcalde
- 1988: Steffi Graf
- 1993: Karl Mauerer, consejero municipal, miembro de la asamblea del distrito (CDU)
- 1998: Oliver d'Ormesson, alcalde de Ormesson-sur-Marne
- 2002: Gerhard Stratthaus, antiguo alcalde y ministro de Baden-Wurtemberg (CDU)
- 2004: Gerd Stauffer, primer vicealcalde (CDU)
- 2008: Günther Reffert, antiguo alcalde
- 2008: Hans Motzenbäcker